# Битва на реке Кандарать
Битва на реке Кандарать — крупное сражение отрядов из войска Степана Разина с царской регулярной армией 12 ноября 1670 года, на притоке р. Барыш (бассейн Суры). Ныне на месте боя существует село Большая Кандарать Карсунского района Ульяновской области.

## История
Ярким событием Крестьянской войны 1670-1671 был поход повстанцев в Среднее Поволжье. После захвата зимой и летом 1670 года Астрахани и Царицына Разин двинулся вверх по Волге, овладел Саратовом и Самарой и осадил Симбирск. С выходом в Среднее Поволжье численность повстанческих войска росла — под Симбирском она достигла 20 тыс. человек. Разин направлял небольшие отряды в разные стороны. К Симбирско-Карсунской сторожевой черте двинулся отряд М. Харитонова — одного из наиболее энергичных соратников Разина. Царское войско под руководством князя Ю. Барятинского шло к городу Алатырю, чтобы опередить движущегося туда А. Боляева. Барятинский доносил в Москву, что у села Кандарать (ныне Большая Кандарать) Алатырского уезда собралось до 15 тыс. крестьян. Повстанцы укрепились на левом берегу Кандарати. Барятинский попытался выманить их из укреплений, затем перебрался на её левый берег и «учинил бой великий». Сражение закончилось поражением повстанцев: они потеряли 12 пушек, 24 знамени, пленными 323 человек (не считая множества убитых), после чего побежали «разными дорогами».

## В живописи
Битве на Кандарати посвятил одну из своих картин известный художник-баталист Николай Семёнович Самокиш (1860—1944).

## Источник
- Энциклопедия Мордовия, М.Ф. Жиганов.
- Кандарать // Военная энциклопедия : [в 18 т.] / под ред. В. Ф. Новицкого … [и др.]. — СПб. ; [М.] : Тип. т-ва И. Д. Сытина, 1911—1915.
- Село Большая Кандарать